# Perdita melanderi
Perdita melanderi är en biart som beskrevs av Timberlake 1968. Perdita melanderi ingår i släktet Perdita och familjen grävbin. Inga underarter finns listade i Catalogue of Life.